# Franco Brambilla
Franco Brambilla (ur. 27 listopada 1923 w Brugherio, zm. 28 lipca 2003) – włoski duchowny katolicki, arcybiskup, nuncjusz apostolski.

## Życiorys
29 sierpnia 1947 otrzymał święcenia kapłańskie i został inkardynowany do diecezji Como. W 1950 rozpoczął przygotowanie do służby dyplomatycznej na Papieskiej Akademii Kościelnej. 24 grudnia 1970 został mianowany przez Jana Pawła II nuncjuszem apostolskim w Tanzanii oraz arcybiskupem tytularnym Viminacium. Sakry biskupiej udzielił mu 14 lutego 1971 ówczesny Sekretarz Stanu – kardynał Jean-Marie Villot. 21 listopada 1981 został nuncjuszem apostolskim w Urugwaju. 22 lutego 1986 przeniesiony do nuncjatury w Australii. 3 grudnia 1998 przeszedł na emeryturę.